# Ана Черткова
Ана Константиновна Черткова (девојачко Дитерихс, 17. септембар 1859., Кијев, Руска империја — 11. октобар 1927, Москва, СССР) — дечји писац, јавна личност, колекционар фолклора, мемоариста, модел руских путујућих уметника-передвижника. Књижевни псеудоними— «А. Ч.» и «А. Ч-ва».
Ана Дитерихс рођена је у војној породици, удала се за издавача и јавну личност Владимира Черткова, великог опозиционара руске владе, била је блиска пријатељица Лава Толстоја, а и сама је била позната савременицима као активна промоторка "толстојизма" и вегетаријанства. Активно је сарађивала у издавачкој кући свог мужа „Посредник“, као и у часописима „Слободна реч“ и „Слободна листа речи“, који су у то време били популарни. Ана Черткова је писала књижевна дела (једно од њих је издавано током 24 године 12 пута), мемоаре о Лаву Толстоју и књижевним чланцима. Објавила је неколико издања верских песама руских секташа.
Ану Черткову је Николај Јарошенко насликао у чувеним сликама "Студенткиња" (1883) и "У топлом крају" (1890). Черткова је такође приказана у уметничком програму Михаила Нестерова, „У Русији. Душа народа “(1916) поред супруга и Лава Толстоја.

## Биографија
Ана Дитерихс родила се у Кијеву  у породици професионалног војника (у то време артиљеријског пуковника) Константина Александровича Дитерихса (1823—1899), који се уздигао у чин генерала пешадије. Током Кавкаског рата са Дитерихсом се упознао Лав Толстој. Толстој је користио Дитерихсове «Записе о Кавкасском рату» приликом писања «Хаџи-Мурата». Анина мајка била је племкиња Олга Јосифовна Мусницка (1840—1893) . Ана је била најстарија ћерка и друго дете у породици. Почетком 1860-их, Анина породица живела је на Волги у двоспратној дрвеној кући у граду Дубовка. Снажан утисак о пожарима који су се тамо одиграли 1861.-1862, и страху од неоткривених подметања, описала је касније у сећањима из свог детињства. Девојка је радије ходала боса и није придавала значај одећи, посебно није волела светле боје на себи. Касније се присетила да је у детињству желела да буде дечак. Међу најпријатнијим искуствима из детињства, она је посебно издвојила музику, а нарочито певање. Музика је, по њеним речима, «хипнотисала». У породици су девојчицу звали Галија, а не Ана, ову наредбу увео је деда њене мајке, генерал Осип Мусницки, према мемоаристи, пола-пољак, пола-литванац. Мајка је била дубоко религиозна особа, чврста присталица православља. Отац, који је дуго времена живео на Кавказу, био је заинтересован за ислам, као и хришћанске секте - учење Молокана и Духобора.
- Отац, 1866. година.
- Маја, 1860-е године.
- К. А. и О. И. Дитерихсови са децом и рођацима.
- Нана Ане Дитерихс Дарија Кузиминишна Дубовска, 1864. година.

У Кијеву је Ана студирала у гимназији и озбиљно се занимала за музику. Она је 1878. године уписала виши Бестужевски женски курс у Санкт Петербургу на смеру књижевности, али се након две године пребацила на природно одељење . Ана Дитерихс није успела да добије диплому о завршетку 1886. године. НАкон четири године студија, озбиљно се разболела и пропустила је завршни испит. Током студија волела је материјализам, позитивизам, учење Јохана Готлиба Фихтеа .
Постоји извештај руског верског филозофа Николаја Лоског, да је Ана Дитерихс неко време радила као учитељица у приватној средњој женској образовној установи у Санкт Петербургу, у гимназији М. Н. Стојунин]], где су у то време студирале њене млађе сестре Олга и Марија.
Од 1885. године, Ана Дитерихс је почела да учествује у раду издавачке куће "Посредник", где ју је довео јавна личност и публициста Павел Бирјуков. "Веома болно и крхко, оштро доживљава сваки нови утисак, захтевна је и озбиљна, А. К. Дитерихс је привукла људе и убрзо постала неопходан радник у новој издавачкој кући", написао је о њој Михаил Муратов.
У издавачкој кући "Посредник" Ана Дитерихс упознала је Лава Толстоја и Владимира Черткова, за ког се убрзо удала. Радила је у издавачкој кући као уредник и лектор, а такође и дописивала. У исто време, Дитерихс је почела да пише. Брачни пар Чертков живео је 1890-их на хутору Ржевск (поклон Владимиру Черткову од ујака), који се састојао од властелинства на планини, огромног дворишта и бројних зграда. Ржевск је био осамљено место окружено пољима и степама. Закупљено земљиште. Слуга, радници, кочијаши, занатлије били су бројни на имању. Овде су вршене књижевне и организационе ствари „Посредника“ .
Године 1897. Чертков је протеран из Русије. Пар је напустио "цело имање". Отишли су са мајком Владимира Черткова, двема спремачицама, које су живеле са њима дуги низ година, - Аном, која је од раног детињства служила у њиховој кући, и дадиљом њиховог сина Катјом, као и породичним лекаром Албертом Шкарваном, аустријски држављанин, словачког порекла. Док су живели у Уједињеном Краљевству од 1897. до 1908. године Ана Черткова је са супругом радила на издавању часописа «Слободна реч». У својој аутобиографији написала је да, иако је „наведена као издавач, заправо обављала дужности лектора, чиновника, састављача и помоћника уредника, писала уводне белешке, састављала бројеве  часописа «Слободна реч», имала везе са штампаријом итд.“ . Када је Бирјуков у Швајцарској пренео објављивање "Слободне речи", Черткови су се усредсредили на објављивање  «Листа слободне речи» .
Савременик описује Тактон хаус, у којој су Черткови живели у граду Крајстчерч, као веома чудну и непријатну. Имала је три спрата, била је изграђен од опеке и сва прекривена бршљаном. У средини је било степениште, на десној и левој страни су се налазила врата многих соба. Посебна челична остава дизајнирана је за чување Толстојевих рукописа, била је опремљена алармним системом. Све собе су биле изоловане и нису биле међусобно повезане, осим камина, није било другог грејања, а зими је Ана Черткова патила од хладноће. У исто време, у кући је живело 30-40 људи: Руси, Летонци, Естонци, Енглези, који су имали различита уверења: било је толстојеваца, социјалдемократа, револуционарних социјалиста — „сви су нешто радили, и живот је био испуњен и занимљив ". У одређене дане у недељи, Чертковису хранили енглеске скитнице. Поред Тактон хауса била је штампарија «Слободне речи».
Након повратка из Британије, Черткови су се настанили у Тулској губернији. Њихова кућа у Тељатинку постала је атракција толстојеваца. Тамо су се, према речима савременика, осећали слободније него у Јасној Пољани, « где су их повезивали са непријатном атмосфером властелинства“. Син Владимир постао је близак пријатељ са сељачком омладином. Черткови су брзо привукли пажњу локалне управе, што су они то демантовали. Од октобра 1908. над Чертковима је успостављен тајни надзор. Кућа коју су саградили Черткови три километра од Јасне Пољане била је дрвена, двоспратна и, према савременицима, неугледна. Толстој је назвао "пиваром". У приземљу се налазила велика трпезарија, иза које су ходници ишли у оба смера, а сваки ходник водио је до четири мале собе. На другом спрату у центру била је сала са позорницом за аматерске представе. Било је укупно 34 соба. Скоро све су биле заузете гостима. Око куће није било терасе, цветних ограда, река или језерца уобичајених на имањима.
Ана Черткова је била болесна дуго и озбиљно. Толстој се дивио њеној издржљивости и видео је у њој једну од оних жена за које је "највиши и живи идеал долазак Краљевства Божјег". Током 1920-их, проучавала је и описивала рукописе писца за објављивање његових Комплетних дела, а такође је написала стручни коментар о преписци Лава Толстоја са својом супругом. Ана Черткова је умрла у Москви 1927. године. Сахрањена је покрај супруга на Ваведењском гробљу.
Ана Черткова је била модел Н. А. Јарошенку на сликама «Студенткиња» (1883) и «У топлој земљи» (1890). Биограф Јарошенка, истраживач на његовом Меморијалном музеју, Ирина Поленова, написала је да је Черткова такође постала комичан лик у уметниковим сликама. Према истраживачици, у Ани Чертковој Јарошенко је пронашао "сагласност за различите, па чак и међусобно искључиве идеје". Черткова је на платну приказао Михаил Нестеров на слици "У Русији. Душа народа " (1916) поред њеног мужа и Лава Толстоја, као и на два портрета, која је израдио 1890. године.

## Књижевни рад и допринос издавачкој делатности њеног супруга
Међу радовима Ане Черткове из предреволуционарног периода истиче се и аранжман «Житије Филарета Милостивога» (1886) . Доктор филолошких наука Ана Гродецка тврдила је да је Толстојева преписка са А. Чертаковом, у вези са дозволом за цензурисање житија, натерала писца да изда трактат «О животу». Такође је приметила да је проблем брига Филарета Милосрдног о својим комшијама и његове супруге о породици одраз Толстојевих размишљања у то време. Он је овом проблему посветио Поглавље 23 овог трактата. Лав Толстој се упознао са делом Черткове годину дана пре објављивања рукописа. Његова оцена сачувана је у писму Владимиру Черткову: „Примио сам Житије Филарета Мил[остивог]. Одлично. Нећу да исправљам. "Врло добро" . У једном од својих писама је изјавио: "Черткова је тамо унела пуно својих унутрашњих осећаја, што је испало дирљиво и убедљиво" .
Черткова издаје мању причу, намењену деци, «Подвиг (Источна легенда)» (прво издањње у 1888. години, да 1912. године већ је било 12 издања). У причи, богати стари трговац Мехмед-Алија има два сина. Старији од њих креће у рат и постаје велики командант, али његов отац одбацује његову славу. Затим одбацује своју славу научника, писца и дервиша. Млађи син Мехмед-Алије Нуретдин је заробљен, а и сам губи богатство. Џафер долази до непријатеље које је једном победио, и изражава жељу да се преда у замену за млађег брата. Ослобађају Нуретдина и шаљу Џафара у затвор. Сазнавши од Нуретдина причу о његовом ослобађању, отац је узвикнуо: "Тек сада сте ви [Џафер] постигли праву величину и бесмртност: жртвовали сте се за друге, заборавивши на себе!".
Ана Черткова је 1898. године објавила збирку која је садржавала три кратке приче: „Препелица“ (млади сељак косач случајно убија младу препелицу која је залутала испод његове косе),,Вадас“ (ловачки пас доводи до својих власника пса који умире од глади након власникове смрти), „Прича мог пријатеља о томе како се престао плашити грмљавине“ (седмогодишњи дечак, у чије име је прича написана, трчи из куће за време грмљавине како би спасио маче које је избачено напоље). Написала је и дечију причу "Сам против свих" 1909. године (десетогодишњи дечак - син власника имања, чувши причу о младожењи, како коље свињу свињу, одбија јести месо), чланак «Како сам постала вегетаријанка» (1913), збирка мемоара „Из мог детињства. Мемоари А. К. Черткове (1911).
Током боравка у Ржевску, Ана Черткова је компоновала песме које су отелотворење идеала толстојизма.
Черткова је 1900. године написала „Практични уџбеник енглеског језика намењен руским досељеницима у Америци“. Саставила је неколико збирки верских песама руских секташа: « Збирка песама и химни слободних хришћана» (1904-1905, три броја, у предговору је Черткова напоменула да неки објављени текстови заиста припадају евангелистима, док су други «написани да задовоље њихове потребе» за «духовним песмама», које су у складу њиховох «животног схватања», према томе, многе текстове заправо су написали руски песници: Алексеј Толстој, Александар Пушкин и Алексеј Хомјаков, а мелодије су преузете из руског фолклора или композиција познатих западних композитора: Людвига ван Бетовена и Фредерика Шопена, песме су објављене у верзији за глас и клавир), „Шта певају руски секташи“ (три броја, 1910–1912, Оригиналне песме руских секташа објављене су у збиркама, према Чертковој, она је од сваког добила одобрење за снимање, самостално је извела музичке ноте у њиховом присуству, псалми су објављени у броју 1 и „ песме "Духобора", у другом издању - "псалми" Малојеваца, у 3. издању су песме јакутских секташа, евнуха, молокана, доброљубовца и Старог Израела»), као и збирке песама и канона «Мелодије» (у четири броја, око 1910), „Рурални звукови“ (око 1910), „Сејач“ (1922). Објавила је народну песму „Песма о Москви 1812. године“ (1912), постала је аутор речи и музике песама „Слушајте речи зоре“ и „Дан слободе долази“, популарне међу „толстојевцима“.
Валентин Булгаков назвао је певања укључена у збирке „монотоним и досадним“, у којима „чак и позиви на братство и слободу звуче као младалачка вриска“. У исто време, веома је ценио композиторске способности Ане Черткове, уочио је њену "пријатну боју тона и добро постављен алт». Њена „крунска“ дела била су арија из «Ифигеније» Кристофа Вилибалда Глука и песма Алфреда Тенисона, коју је превео Алексеј Плешчејев, « Бледе руке прекрштене на грудима», коју је сама укомпоновала са Бетовеновом музиком.
Черткова је написала књижевне есеје о одређеним аспектима Толстојевог рада о њеним делима: „Л. Н. Толстој и његово упознавање са духовном и моралном литературом. Према његовим писмима и личним сећањима на њега “(1913, Черткова у овом чланку одбацује раширено мишљење да је Лав Толстој био пристрасан према православљу и зато није покушао озбиљно да испита списе црквених оца) и„ Одраз дела мишљења у „ Дневнику младих"" (1917). Већ у совјетско време објављени су њени мемоари о писцу „Из сећања Л. Н. Толстоја“ (1926, Черткова је у овом делу присетила сусрете са писцем из 1886. године), детаљно описала како је она за Толстоја изводила вокална дела Георга Фридриха Хендла, Алесандра Страдела, Петра Чајковског, Глука, а једном ју је и сам Толстој пратио у извођењу старих руских романси) и "Првих успомена на Л. Н. Толстоја".

## Личност и лични живот

### Породица Ане Черткове
Пре него што је запросио Ану Дитерихс, Владимир Чертков је о својој одлуци говорио Толстоју, који ју је добро познавао и одобрио брак. Венчање је одржано 19. октобра 1886. године у Казањском сабору у Санкт Петербургу. Убрзо је Толстој написао супружницима: „Волим вас и радујем се вама“. Владимир Чертков је одговорио да „осећа потпуно јединство са својом женом, постаје бољи са њом и напредује успешније него без ње“.У оригиналном тексту мужеве биографије, коју је Ана написала у сарадњи са Алексејем Сергејенком, било је написано:
Постајући Черткова жена, Ана Константиновна, упркос лошем здравственом стању, које је често прелазило у акутна обољења, увек је учествовала у свим његовим активностима и у свим његовим предузећима, подржавајући свог мужа у понекад веома тешким ситуацијама и генерално служила као центар инспирације и енергије за круг запослених и асистената окупљених око њих.
Након тога, Черткова је избрисала овај фрагмент из текста уз напомену: „Уопште нема места. А. Ч.». Владимир Чертков је о својој жени написао: „Увек ме је било срамота среће која ме је некако пратила, срећа што живим са супругом, сестром у духу, пријатељем и помоћником“.
Черткови су имали двоје деце:
- Олга (1887 — 17. јул 1889)[46]. Родитељи су одбили да је крсте, упркос наговарањима родбине. Лав Толстој лично је потражио медицинску сестру[15]. Љусја, како су је звали у породици, била је „жива и симпатична девојчица“, не само њени родитељи и бака, већ и сви становници фарме Ржевск у којој је тада живела породица Чертков осећали су љубав према њој. Девојчица је умрла од дизентерије, која је трајала два дана. Њена смрт је била тешки ударац за мајку и дуги низ година је поткопавала њену снагу. Након смрти своје ћерке, доживела је пад имунитета, била је болесна и морала је да проведе целу недељу у кревету. Породица је била на лечењу на Кавказу[15].
- Владимир Владимирович (у породици су га звали Дима, 1889—1964)[46]. Николај Јарошенко насликао га је на слици „Спавајуће дете“ (1890, која се дуго чувала у Музеју уметности Полтава)[47]. Уметник Михаил Нестеров, који је видео слику детета у колицима негативно је говорио о њој[48]. Владимиру је одузето племство и наследно право, јер није био крштен. Организовао је потрошачко друштво и створио једно од првих сељачких позоришта, основао пољопривредно газдинство у близини Туле. Године 1913. склопио је грађански брак са сељанком Матрјоном Павловном Кузевич [49]. У 1914. години уписао је Московски градски народни универзитет по имену Л. Л. Шањавски, радио је као финансијер у Сверуској земаљској унији, у Централној унији, у банкама. Био је строг следбеник Толстојевог учења, од 1919. био је члан Савета за питања одбијања војне службе због верских убеђења. Радио је као истраживач у Државном књижевном музеју[50].

### Личност Ане Черткове у процени савременика
Личност Ане Черткове савремени људи различито описују и оцењују. Павел Бирјуков, дугогодишњи запосленик Посредника, написао је: „Ово је једна млада девојка, кротка, лепа, спремна да помогне...“. Аутограм опозива Лава Толстоја чува се у РГАЛИ-ју: „Ана Константиновна и Владимир Григоријевич Чертков су моји најближи пријатељи, и све њихове активности везане за мене и моје записе не само да увек одобравам, већ им такође пружам моју најискренију и најдубљу захвалност. Лав Толстој. 28. јануара 1909. године (Ф 552. Оп. 1. Д 2863. Преглед Л. Толстоја о Черкову. Л. 1).
Секретар Лава Толстоја, Валентин Булгаков, описао је изглед Черткове називајући је „малом, мршавом женом, паметном и љубазном, али немирном и анксиозном (као да у души носи неку врсту туге или страха), црних очију и са густом кратко ошишаном и помало седом црном косом на глави “. Веровао је да је Ана сушта супротност свога мужа: „меког и чак готово слабог карактера, недостатак воље, топлине, скромности, осетљивости, пажња симпатије према интересима, тугама и потребама других, искрено гостопримство, живахна радозналост за све (чак и жене) и та радозналост превазилази границе Толстојевог хоризонта.. Черткова, према његовом мишљењу, није играла независну улогу, мада је по интелигенцији и културном развоју била на вишем нивоу од свог супруга. Делила је ставове Толстоја, била је верна помоћница и супруга Владимиру Черткову. Булгаков ју је назвао "слатком ... али уплашеном животом и мужем", "изузетном и занимљивом" личношћу. Черткова се бојала свог супруга. Одбијала је да га проглашава кривим чак и кад погреши, увек је подржавала његово мишљење. Булгаков је напоменуо да су сви, иако се плаше Владимира Черткова, волели његову жену и "са њом су успостављали једноставне, верне, пријатељске односе". Михаил Нестеров се такође пожалио што је Владимир Чертков потиснуо своју жену "својом глупом вољом".
Булгаков је написао да је Ани досадно јер је економка водила кућу. Стога је покушала свакодневни живот да испуни нечим: читање преписки, одговори „толстојеваца“, читање наглас, исправљање текстова, ћаскање. Тврдио је да је њена болест "измишљена" "90%". Булгаков је описао њен значај као способност „да се уведе несигурна прекомерна тежина замаха његове [Владимира Черткова] тешке природе у неке мање или више прихватљиве за друге дисциплинске оквире, као и да олакша приступ њој другим људима - и онима који су живели с њим под једним кровом, и оних који су први пут били у његовој кући ".
Насупрот њему, мемоаристкиња Софија Мотовилова оштро је говорила о Чертковој. Мотовилова је написала:
 Болесна је и увек лаже ... изглед јој је туп, непријатељски расположен, сама је бледа. Некако, она ме бесциљно испитује ... Черткова ме одмах почиње испитивати ... Како се испитивање наставља, све ми постаје гадније и гадније. Јасно је да ова дама жели да сазна у који „круг“ припадам. Седим савијена у дрвеној столици, она ме хладно гледа ... Касније сам за Ану Константиновну Чертков чула од људи који су је познавали боље од мене, као суву, разбориту особу, чак помало експлоатационо везану за људе око ње ... она је композитор који не зна како да напише ноте ...

## Ана Черткова на сликама Николаја Јаарошенка
Николај Јарошенко је Ану Черткову блиско познавао и био је у преписци с њом. Објављена су два Јарошенкова писма Чертковој - од 8. новембра 1894. из Кисловодска и 9. јануара 1896. из Санкт Петербурга, као и једно писмо упућено истовремено и њој и супругу, 8. децембра 1897. из Санкт Петербурга. У бројним писмима Владимиру Черткову, уметник се распитује за њено здравље и њиховог сина. Збирка Меморијалног музеја-имања Н. А. Јарошенка садржи фотографију која приказује Владимира и Ану Чертков који су 1890. године боравили у викендици уметника у Кисловодску и налазе се у музеју. Такође се чувају цртежи које је уметник направио са Аном Чертковом: „А. К. Чертков на балкону “(папир, италијанска графичка оловка, 17,5 × 13,3 cm) и „Пријатељски цртеж за породицу Чертков“ (папир, картон, графичка оловка, 20 × 23 cm).

### «Студенткиња»
Ана Черткова послужила је као модел Николају Јарошенку за слику «Студенткиња», коју је насликао 1883. године. Једна верзија ове слике налази се у колекцији  Музеја ликовних уметности Калуга ( Инвентарни број — Ж 0167), а рађена је у техници сликања уљем на платну. Њена величина је 131 × 81 cm. Друга варијанта слике се налази у збирци и изложби Националног музеја "Кијева уметничка галерија" (инв. — Ж-154), насликана истом техником. Его размер — 133 × 82,5 см (по другим данным — 134 × 83 см). У потпису: «Н. Јарошенко 1883».
Постоје различита гледишта како слика одражава личност и изглед Черткове. Кандидат уметности Владимир Притков сматрао је неспорним да је уметник сликао Ану Константиновну Дитерихс. Међутим, приметио је да је Јарошенко подмладио његов модел. Уместо правих 24 година на слици јој можемо дати 17-18. Исто мишљење изнео је и доктор историје уметности, академик Руске академије уметности Ала Верешчагина. Написала је да је уметник задржао најистакнутије црте Черткове, али да је учинио да изгледа знатно млађе. На другачији начин, улогу Дитерихсове описала је Ирина Поленова, старији истраживач у Меморијалном музеју  Н. А. Јарошенко. Написала је да је Диетерихсова дала само "неке, међутим, изразито измењене, њине особине "студенткињи " . У свом чланку из 2018. године, она је, а да није ни поменула Дитерихсову, писала о „сварној појави хиљаде савременика“, која је, по њеном мишљењу, у основи живота хероине.
У лику приказаном на слици историчар културе Владимир Породомински препознао је истовремено неколико стварних жена: Марију Невротину — супругу уметника, студенткињу Бестужевског курса, пријатељицу уметника, друштвену активисткињу Надежду Стасову, сестру музичког и уметничког критичара Владимира Стасова, жену брата Јарошенко Василија, правницу по образовању Јелисавету Шлитер, која је дипломирала на Бернском универзитету, и, пре свега, Анна Дитерикхс, коју је сматрао прототипом хероине студенткиње. Према Порудоминском, уметник је, док је радио на слици, постепено елиминисао портретну сличност своје хероине са Дитерихсовом, претварајући прототип у тип . Искусствовед отмечал, что современники, знакомые с Анной Чертковой, не узнавали её изображение на картине «Курсистка».

### «У топлом крају»
Уметник је 1890. године приказао Ану Черткову у својој слици „У топлом крају“ (Руски музеј, ознака Зх-2500, уље на платну, 107,5 × 81 cm, у доњем десном углу слику је потписао и датирао аутор: „Н. Јарошенко . 1890 "). Друга верзија ове слике је у збирци Јекатеринбуршког музеја ликовних уметности. Николај Јарошенко насликао је слику „У топлом крају“ у Кисловодску код Беле виле . Ана Черткова приказана је као бледа, тужна и болесна жена која усамљено чезне за чарима јужне природе . У то време је и сам Јарошенко патио од тешког облика туберкулозе. У писму Ани Чертковој он је изјавио: "Отприлике месец и по дана био сам готово непомично и неподобно тело, могао сам само лежати или седети у фотељи, на јастуцима ... као ти на слици коју сам ти насликао." Совјетски критичар уметности Владимир Породомински написао је да се хероина слике „испоставила као лепа дама са изванредно правилним цртама лица (која није изразила толико њену или уметникову патњу), танким, грациозним рукама које се спремају да направе неки покрет ... ".
Савременици Ане Черткове схватили су слику „У топлом крају“ као њен традиционални портрет (мада, како Порудомински сматра, она садржи сложенији заплет). Иља Рјепин писао је Черткову: Овде ми се на изложби јако допала слика Ане Константиновне (Јарошенково дело) која се опоравља. Експресивно и суптилно насликано. Одлична ствар. . Лав Толстој је на постхумној изложби Јарошенкових слика видео слику "У топлом крају", назвавши је "Гаља у Кисловодску". Посетиоци изложбе, који нису познавали Черткову, жалили су за прелепом дамом, којој је, према њиховом мишљењу, било суђено да напусти земаљски свет.
У Државном музеју Лава Толстоја чува се цртеж Владимира Черткова (1890. папир, оловка, у албуму цртежа Владимира Черткова), на којем је нацртао Николаја Јарошенка како ради на слици „У топлом крају“. Н. В. Зајцева је у свом чланку споменула да је Чертков сам направио скице слике, као и скицу своје жене .

## Ана Черткова на сликама Михаила Нестерова

### Зарисовки 1890. година
Умјетник Михаил Нестеров упознао је Владимира Черткова 1890. године у Кисловодску, у дому Николаја Јарошенка. Портрети самог Черткова и његове жене, насликани уљем, сачувани су до данас. . Испод су приказани „Портрет Ане Константиновне Черткове“ (студија, 1890, уље на платну. 31 × 19 cm, Државни музеј Лава Толстоја, Москва, ознака АИЗХ-396) и „Портрет Ане Константиновне Черткове“ (1890, уље на платну .40 × 26 cm, Државни музеј Л.Н. Толстоја, Москва, ознака АИЗХ-397). Ликовна критичарка Ирина Никонова у својој монографији о делу Михаила Нестерова инсистирала је да ти портрети нису израз његовог погледа на свет, већ последица уметникове жеље да наслика људе који су му блиски и драги. .
Надежда Зајцева сматрала је да су упарени један од Аниних портрета и слика уметника њеног супруга, направљени у Кисловодску. Исти формат, боја, композиција (портрети су усмерени један према другом), као и психологија дијалога између ликова. Черткова фризура је безбрижна, има сенке испод очију, усне су отворене, као да шапуће молитву, а очи изгледају пуни суза. Уметник је, према Зајцевој, пренео стање блиско молитви или екстази. У портрету супруге Нестеров је пренео снагу и ауторитет фанатичног проповедника. Чини се да Черкова поштује вољу свог супруга (о томе је и сам Нестеров написао у једном од својих писама.

### «У Русији. Душа народа»
« У Русији. Душа народа » (уље на платну, димензија 206 × 484 cm, Државна галерија Третјаков) — слика на којој је уметник радио од 1914. до 1916. године, слика је руског живота, као што је то тада изгледало Нестерову. На платну пред гледаоцем појављује се обала Волге код Тсарев Курган (место у завоју Волге код Жигулија). Гомила људи полако се креће дуж ње. Платно пружа панораму руског народа, у њему су приказани представници свих сталежа и друштвених класа, од цара до јуродивог и слепог војника, у гомили су приказани и Фјодор Достојевски, Лав Толстој, Владимир Соловјов. Испред је дечак у сељачкој одећи и у руксаку  на леђима. Уметник је створио историјски групни портрет људи који траже истину и приступају јој на различите начине. Ирина Никонова сугерисала је да се Нестеров ослањао на ставове који су у то време били широко распрострањени у филозофским круговима и позвала је да "идеја личности и идеја нације замењују идеје интелигенције и класе" као основу јавног погледа на свет. У исто време он проповеда моралну чистоћу и духовну јасноћу, у њима видећи смисао живота и помирења различитих религијских покрета. Слика је изазвала жестоке расправе у Психолошком друштву на Московском универзитету и у Друштву за сећање на Владимира Соловјова. Ана Черткова приказана је на платну поред свог супруга и Лава Толстоја .
Надежда Зајцева нагласила је да је Нестеров на слици ставио Ану Черткову као пуноправну хероину, човека који тражи свог Бога, своје идеале. За слику је користио скицу из 1890. године. Зајцева је сматрала изузетним да Владимир Чертков није насликан на платно „чак ни међу„ грешкама “, она је наговестила да га уметник не сврстава међу људима„ живе вере “.

## Ана Черткова на другим портретима
Године 1881. путујући уметник Григориј Мјасоједов креирао је портрет младе Ане Дитерикхс, тада студенткиње Бестужевских курсева (уље на платну, 49,0 × 38,0 cm, Музеј-имање Л. Н. Толстоја «Јасна Пољана», инв. Ж-195). Девојчица је приказана у тамно сивој хаљини са белим овратником, на њој је фиксиран мали тамноцрвени брош са кратким ланчићем, који је завезан у копчу. Густа црна коса начешљана на страну, пада на рамена. Девојка има високо чело, тамне очи испод густих закривљених обрва, благо руменило на образима .
Државни музеј Лава Толстоја чува групу цртежа Владимира Черткова о изгледу његове жене. Један од њих (папир, оловка, 33 × 23 cm, ознака АИГ-858/6) је направљен 1890-их у Чертковом албуму, вероватно у Кисловодску. На централном делу листа аматерски уметник је приказао супругу с лица у шалу, на раменима. Испод њеног портрета у доњем левом углу је започето лице на којем су нацртане само очи и обрве.
На другој страници истог албума Владимира Черткова су „Две скице портрета А. К. Черткове“ (датум непознат, папир, оловка, 23 × 33 cm, ознака АИГ-858/8). Слике два женска лица налазе се на средишњем делу листа једна испод друге. На оба цртежа жену је нацртао до рамена, има величанствену косу, али кратку фризуру. На горњем је у профилу, а на доњем је са погледом 3/4 удесно, овратник блузе је јасно видљив на њој.
Још једна портретна слика Ане Черткове припада графичару Михаилу Рундаљцову. Уписан је као волонтер у Централну школу техничког цртања барона А. Л А. Л. Штиглица, али није успео да је заврши. Бавио се углавном техником бакрописа у боји. У 1905. години добио је звање академика. Направио је многе бакрописне портрете ликова руске културе. У 1920. години је емигрирао. Био је професор на Институту за сједињену уметност у Њујорку, директор Друштва руских уметника И. С. Тургењева}}. Слика је приказана у бакропису „Толстојева глава са портретном нотом Толстоја и А. К. Черткове за столом“ (1908, 55 × 45,5 cm, Државни музеј Лава Толстоја, ознака АИИГ-1197), у доњем десном углу, белешка разговора са писцем.